# Йохан Непомук фон Фюрстенберг-Вайтра
Йохан Непомук Йоахим Егон фон Фюрстенберг-Вайтра (на немски: Johann Nepomuk Joachim Egon von Fürstenberg-Weitra; * 21 март 1802; † 10 януари 1879) е ландграф на Фюрстенберг и господар на Вайтра в Долна Австрия.

## Произход
Той е най-големият син на ландграф Фридрих Карл фон Фюрстенберг-Вайтра (1774 – 1856)) и съпругата му принцеса Мария Терезия Елеонора Шарлот Валбурга фон Шварценберг (1780 – 1870), дъщеря на княз Йохан I фон Шварценберг (1742 – 1789) и графиня Мария Елеонора фон Йотинген-Валерщайн (1747 – 1797), дъщеря на княз Филип Карл Доминик фон Йотинген-Валерщайн (1722 – 1766) и княгиня Шарлота Юлиана фон Йотинген-Балдерн (1728 – 1791). Брат е на Фридрих Егон фон Фюрстенберг (1813 – 1892), архиепископ на Оломоуц (1853 – 1892) и кардинал (от 1879).

## Фамилия
Йохан Непомук фон Фюрстенберг-Вайтра се жени на 14 януари 1836 г. в Прага за принцеса Каролина Йохана Мария фон Ауершперг (* 6 май 1809, Прага; † 14 декември 1900, Виена), дъщеря на Винценц фон Ауершперг (1763 – 1833) и графиня Мария Алойзия фон Клам-Галас (1774 – 1831). Те имат шест деца:
- Фридрих Кристиан Йохан Егон (* 17 февруари 1837; † 26 юли 1839)
- Терезия Елеонора Каролина Валбурга (* 17 февруари 1839, Прага; † 23 юни 1920, Виена)
- Алойзия Луиза Мария (* 1 август 1840, Вайтра; † 6 юли 1925, Енс), омъжена на 11 януари 1864 г. във Виена за граф Алойз фон Рехберг-Ротенльовен-Хоенрехберг (* 4 юли 1835, Дармщат; † 28 януари 1877, Залцбург), К.и.К. кемерер, син на граф Йохан Бернхард фон Рехберг[5]
- Едуард Егон фон Фюрстенберг-Вайтра (* 5 ноември 1843, Прага; † 19 септември 1932, Виена), ландграф на Фюрстенберг-Вайтра
- Габриела (* 17 ноември 1844, Прага; † 13 февруари 1930, дворец Енсег)
- Винценц Егон фон Фюрстенберг (* 31 юли 1847, Вайтра; † 25 декември 1896, дворец Енсег), ландграф на Фюрстенберг